# 대문예
대문예(大門藝, ?~?)는 발해의 태자이자 발해 고왕(渤海 高王)의 아들 발해(渤海) 무신(武臣)이며 발해 무왕(渤海 武王)의 동생이다.

## 생애
발해 고왕 시기 당에서 숙위로서 지냈다.
726년, 발해와 대립 관계에 놓여있던 흑수말갈의 대당 외교관계가 긴밀해져서 발해가 고립되는 것을 경계한 발해 무왕이 대문예에게 임아와 함께 흑수말갈을 공격할 것을 명하자, 대문예는 자칫 당나라와 전쟁으로 확전되는 것을 우려하면서 발해의 국력이 고구려보다 못하고 고구려는 당에 결국 멸망하였다는 이유로 이를 반대했다. 하지만 결국 발해 무왕의 명에 따라 군을 이끌고 출정한다. 그러나 출정한 뒤로도 일전을 머뭇거리며 흑수말갈과의 전쟁을 반대하다가 발해 무왕이 원정군 사령관을 대일하로 교체하려 하자, 당으로 망명하여 좌효기장군 직을 하사받았다. 이에 대하여 발해 무왕은 마문궤 등을 사신으로 당에 파견하여 대문예를 발해로 송환 및 처벌할 것을 요구하였으나, 당나라는 거절하고 대문예를 유배보냈다고 발해에 통보했다. 곧 이것이 거짓임이 밝혀져 발해 무왕은 이진언을 사신으로 다시 보내 이를 질타했다.
728년 당나라는 흑수말갈의 추장에게 ‘이헌성’이라는 당나라식 이름을 하사하고, 운휘장군 겸 흑수경략사에 제수하여 유주도독의 관할 아래에 두었다. 이에 다시 위기감을 느낀 발해 무왕은 732년 겨울 등주 공격을 실행에 옮긴다. 이 시기 대문예는 명을 받아 당나라 군을 이끌고 출격했으나, 이미 발해군이 철수한 뒤여서 전과가 없었다. 발해 무왕은 당나라 장수로서 대문예가 출정했다는 사실에 격노하였고, 자객을 동원하여 낙양의 천진교에서 대문예 암살을 시도하였으나 실패에 그친다. 이후 대문예는 당나라에서 계속 지내다가 사망했고, 시신은 결국 발해로 돌아오게 된다.

## 왕권 대립
대문예의 당나라 망명을 왕권대립으로 보는 해석이 있다. 이를 주장하는 측에선 발해의 왕위 계승자였던 대도리행이 728년 사망하자 당나라에서 비교적 친당파였던 대문예를 발해 왕에 즉위시키려고 했다고 주장한다. 732년 7월 당에서 발해로 보낸 국서에 있는, 형제로서 우의를 다질 것, 송환 및 처벌 요구를 중단할 것, 이를 무시할 시 무력대응도 불사하겠다는 내용을 정황상 근거로 삼는다.

## 가계
- 부왕 : 고왕(高王, ?~719, 재위 : 698~719)
- 모후 : 미상
  - 형 : 무왕(대무예, 재위 : 719~737) 
  - 대문예
  - 제 : 대창발가(大昌勃價)[1]
  - 제 : 대호아(大湖雅)[2]
  - 제 : 대림(大琳)[3]

## 대문예이 등장하는 작품
- 《삼국기》(KBS, 1992년~1993년 배우:김동수

## 같이 보기
- 고왕
- 무왕
- 대야발
- 대광덕
- 문왕
- 정혜공주
- 정효공주